# Personaggi di Dallas
Questa voce contiene un elenco dei personaggi presenti nelle fiction televisive intitolate Dallas: la serie originale, andata in onda dal 1978 al 1991, e il sequel omonimo, andato in onda dal 2012 al 2014.

Linda Gray interpreta Sue Ellen Ewing

## Serie originale

### Personaggi principali
- John Ross "J.R." Ewing Jr (serie originale: stagioni 1/14; sequel: stagioni 1-2), interpretato da Larry Hagman, doppiato da Antonio Colonnello, Massimo Lodolo[1], Mauro Gravina[2] (serie originale); Stefano De Sando (sequel).
Il primogenito di Jock e Miss Ellie. Affarista senza scrupoli, lingua tagliente, ambizioso, diabolico. È il simpatico cattivo della serie. Muore nella seconda stagione del sequel: affetto da un cancro, decide di farsi sparare dal suo migliore amico.
- Robert "Bobby" James Ewing (serie originale: stagioni 1/7, 9/14; sequel: stagioni 1/3), interpretato da Patrick Duffy, doppiato da Claudio Sorrentino, Teo Bellia[1], Vittorio Guerrieri[2] (serie originale); Gianni Giuliano (sequel).
Il figlio più giovane di Jock e Miss Ellie. Il fratello buono di J.R. Alto, atletico intelligente. L'unico che riesce a tenere a bada J.R. spesso e volentieri a suon di pugni. Nel sequel scopre di avere un cancro dal quale guarisce. Inoltre è sposato con Ann e gestisce Southfork. Farà parte del Consiglio della Ewing Energy.
- Eleanor Southworth Ewing Farlow, meglio conosciuta come Miss Ellie (stagioni 1/13), interpretata da Barbara Bel Geddes e Donna Reed (solo stagione 8), doppiata da Gabriella Genta, Cristina Grado[1], Antonella Giannini[2] (Barbara Bel Geddes); Micaela Giustiniani (Donna Reed).
Vedova di Jock Ewing, moglie di Clayton Farlow e proprietaria originaria di Southfork Ranch. Da ragazza si era innamorata di un cercatore di petrolio,  Digger Barnes, ma la loro relazione era contrastata dal padre di lei e dall'alcolismo di Digger. Decide di sposare Jock, apparentemente per motivi economici. Dal loro matrimonio, che non è solo di convenienza, nascono John Ross (J.R.), Garrison (Gary) e Robert (Bobby). Nel corso dei lunghi anni di vita familiare, Miss Ellie collabora anche con l'associazione "Daughters of Alamo". Nel corso degli anni, Miss Ellie non si esime dall'intromettersi nella vita dei figli, talvolta anche adottando il cosiddetto pugno di ferro.
- John Ross "Jock" Ewing, Sr. (stagioni 1/4), interpretato da Jim Davis, doppiato da Lino Troisi, Vittorio Di Prima[1], Michele Kalamera[2].
Fondatore della Ewing Oil e capo della famiglia Ewing. È diretto, un po' rude nei modi, un vecchio cowboy molto in gamba. Il suo figlio preferito è Bobby.
- Sue Ellen Ewing (serie originale: stagioni 1/14; sequel: stagioni 1/3), interpretata da Linda Gray, doppiata da Laura Gianoli, Cinzia De Carolis[1], Emanuela Baroni[2] (serie originale); Ada Maria Serra Zanetti (sequel).
Il personaggio fa il suo ingresso nella serie come una giovane Miss Texas 1967. Tra i presenti nella giuria conosce quindi John Ross (J.R.) Ewing, un ricco e avido petroliere. I due si sposano molto presto e vanno a vivere al Southfork Ranch. J.R. è un uomo che ama frequentare altre donne e così trascura la moglie che, a causa dei continui tradimenti, comincia a bere. I primi anni sono molto difficili per la donna, che diventa sempre più alcolizzata e in preda a crisi isteriche. Trascurata dal marito frequenta il suo eterno rivale Cliff Barnes, inizialmente per vendicarsi ma poi se ne innamorerà. Poco dopo scopre di essere incinta, ma non sa chi sia il padre del bambino. Abbandonata da Cliff (che l'aveva solo usata per arrivare a J.R.), e messa sotto pressione per la gravidanza, continua a bere e viene così ricoverata in una clinica per disintossicarsi. Una volta uscita partorirà prematuramente il bambino, John Ross Ewing III, che si scoprirà essere figlio di J.R.
Una volta tornata a casa Sue Ellen trascura il figlio e continua a bere. Solo dopo molto sedute dallo psicologo capirà che il suo bambino è tutto e diventerà una buona madre. Quando qualcuno attenta alla vita di J.R. lei sarà tra i primi indagati, ma risulterà innocente. A sparare all'uomo fu infatti sua sorella, Kristin. Sue Ellen avrà una relazione con Dusty Farlow, ma poi tornerà con J.R. e si sposeranno per la seconda volta.
Tra numerosi divorzi, liti e la custodia del figlio (a volte al padre, altre alla madre), Sue Ellen decide di lasciare J.R. per sempre, oramai innamorata di Nicholas Pearce. Quando i due uomini si incontrano ha inizio una violenta lite che finirà con la morte di Nicholas (cadrà dal balcone della camera dell'albergo in cui si trovava J.R.), Sue Ellen presente all'incidente spara a J.R., ma non finirà in galera perché i due si aiuteranno a vicenda.
Nel 1988 Sue Ellen decide di lasciare Dallas per andare a vivere con Don Lockwood, suo nuovo marito, però prima vuole vendicarsi di J.R. una volta per tutte, e lo fa minacciandolo con un filmato che racconta tutta la sua vita scandalosa.
Una volta via da Dallas torna a casa nel 1996 (divorziata oramai da Don), convinta che J.R. sia morto - in realtà era una delle tante malefatte dell'uomo - i due si rifrequentano ma non si risposeranno, resteranno solo buoni amici. Nello stesso anno viene scelta da Bobby per dirigere insieme la Ewing Oil. Come sempre J.R. cercherà di ostacolarli, per riprendersi l'azienda, ma tutti i suoi sforzi saranno inutili.
- Pamela "Pam" Barnes Ewing (stagioni 1/10, 12), interpretata da Victoria Principal e Margaret Michaels (solo stagione 12), doppiata da Ludovica Modugno, Sabrina Duranti[1], Alessandra Korompay[2].
Moglie di Bobby. Carattere forte, a volte un po' cocciuta. Cerca in tutti i modi di mediare la rivalità fra le due famiglie. Nel sequel di Dallas, nella seconda stagione si scoprirà che era gravemente malata e che è morta già da tempo. Il personaggio di Pamela, uno dei più amati dai fan della serie, rimarrà per le prime dieci stagioni del serial, uscendo di scena con la morte del personaggio in un incidente stradale (la macchina della donna si schianta contro una cisterna di benzina, ricoverata in ospedale la donna scompare e nella stagione seguente si scoprirà essere morta in solitudine per non far soffrire la sua famiglia). La coppia Pamela e Bobby è una delle coppie più amate non solo della soap, che ne ha fatto un cavallo di battaglia, ma anche della storia delle televisione dove coppie così fedeli e unite non si trovano spesso in questo genere televisivo. Molto amati gli scontri (più che altro orali) tra Pam e il cognato J.R, che non sopporta la donna perché sorella del nemico di sempre Cliff.
- Lucy Ann Ewing Cooper (serie originale: stagioni 1/8, 11/13; sequel: stagioni 1/3), interpretata da Charlene Tilton, doppiata da Liliana Sorrentino, Roberta Paladini, Ilaria Latini[1], Alessandra Barzaghi[2] (serie originale).
Ragazza talvolta impertinente, è figlia di Gary e Valene nonché nipote di Jock e Miss Ellie. Nel sequel di Dallas, la vediamo spesso come guest star insieme a suo zio Ray.
- Ray "Ray" Krebbs (serie originale: stagioni 1/12, 14; sequel: stagioni 1/3), interpretato da Steve Kanaly, doppiato da Gino Lavagetto, Francesco Prando[1] e da Pierluigi Astore[2] (serie originale); Gino Lavagetto (sequel).
È il cowboy che gestisce il Southfork Ranch, ex fidanzato di Pamela e Lucy. Risulterà poi essere il figlio illegittimo di Jock. Sposerà prima Donna dalla quale avrà Margaret e poi Jenna. Apparirà come guest star insieme a Lucy nel sequel della serie.
- Cliff Barnes (serie originale: stagioni 1/14; sequel: stagioni 1/3), interpretato da Ken Kercheval, doppiato da Luigi Diberti, Guido De Salvi (serie originale); Bruno Alessandro (sequel).
Nemico giurato della famiglia Ewing, soprattutto di J.R. Fratello di Pamela e figlio di Digger Barnes: ex amico, socio, e rivale in amore di Jock Ewing. Avvocato, in seguito petroliere di successo. Per un periodo si innamora di Sue Ellen. Memorabili gli scontri con J.R. da cui più volte riceve batoste. Nel sequel di Dallas, possiede la Barnes Global ed è diventato miliardario. Gestisce anche le quote della sua defunta sorella Pamela, tenendo nascosto al nipote che la sua madre adottiva è morta, per non far gestire al ragazzo l'azienda di famiglia. Alla fine della seconda stagione verrà rinchiuso in una prigione messicana, accusato e incastrato per la morte di J.R.
- Donna Culver Krebbs Dawlin (stagioni 2/10), interpretata da Susan Howard, doppiata da Serena Spaziani, Sonia Scotti.
Donna impegnata politicamente e moglie di Ray Krebbs. Divorzierà da questi dopo avergli dato una figlia, Margaret, e si trasferirà a Washington, dove poi sposerà il senatore Dawlin.
- Clayton Farlow (stagioni 4/14), interpretato da Howard Keel, doppiato da Franco Odoardi, Sergio Rossi.
Uomo distinto, ma talvolta irascibile, anche lui petroliere. Sposerà Miss Ellie, dopo la morte di Jock.
- Jenna Wade Krebbs (stagioni 1, 3, 7/11), interpretata da Priscilla Beaulieu Presley, Francine Tacker (solo stagione 3), Morgan Fairchild (solo stagione 1), doppiata da Margherita Sestito.
Ex fidanzata di Bobby prima di Pamela. Dalla nuova relazione con Bobby nascerà un figlio, Lucas, poi nuova moglie di Ray Krebbs, dopo che quest'ultimo divorzia da Donna.
- Jack Ewing (stagioni 8/10), interpretato da Dack Rambo, doppiato da Rodolfo Bianchi.
Nipote di Jock, figlio di suo fratello Jason, ex marito di April, cugino di Bobby, Ray, J.R. e Gary, fratello di Jamie.
- April Stevens Ewing (stagioni 10/14), interpretata da Sheree J. Wilson, doppiata da Stefania Giacarelli, Claudia Razzi.
Ex moglie di Jack. Sposerà Bobby, ma perirà tragicamente durante la luna di miele, dopo essere stata rapita.
- Carter McKay (stagioni 12/14), interpretato da George Kennedy, doppiato Dario De Grassi.
Capo della WestStar Oil e avversario di J.R.
- Cally Harper Ewing (stagioni 12/14), interpretata da Cathy Podewell, doppiata da Paola Valentini.
Seconda moglie di J.R.
- Stephanie Rogers (stagione 13), interpretata da Lesley-Anne Down
Addetta alle Pubbliche Relazioni che proverà a fare di Cliff un politico di spicco.
- James Richard Beaumont (stagioni 13-14), interpretato da Sasha Mitchell, doppiato da Francesco Prando.
Figlio illegittimo di J.R., avuto da una sua vecchia fiamma, Vanessa Beaumont.
- Michelle Stevens Beaumont Barnes (stagioni 13-14), interpretata da Kimberly Foster, doppiata da Stefania Giacarelli.
Sorella di April, si sposerà prima con James Beaumont e poi con Cliff Barnes.
- Liz Adams (stagioni 13-14), interpretata da Barbara Stock
Fidanzata di Cliff.

### Personaggi ricorrenti
(I personaggi sono elencati in ordine di apparizione nella serie.)
- Willard "Digger" Barnes (stagioni 1/3), interpretato da David Wayne (stagioni 1-2), Keenan Wynn (stagione 3).
Padre di Cliff e padre adottivo di Pamela. In gioventù fidanzato con Ellie e socio in affari con Jock, il suo alcolismo lo porterà a perdere tutto e a sviluppare un rancore nei confronti di quest'ultimo.
- Garrison Arthur "Gary" Ewing (serie originale: stagioni 2/6, 9, 14; sequel: stagione 2), interpretato da David Ackroyd (serie originale: stagione 2), Ted Shackelford (serie originale: 3/6, 9, 14; sequel: stagione 2), doppiato da Norman Mozzato.
Pecora nera della famiglia Ewing, alcolizzato e padre di Lucy. Viene allontanato dopo il suo matrimonio con Valene. Dopo la riappacificazione con la donna, si trasferisce con lei a Knots Landing (in California). Sarà protagonista dello spin-off California. Gary apparirà come guest star nella seconda stagione del sequel, nelle puntate che precedono la morte di J.R. cercherà di essere d conforto a Sue Ellen visto che hanno un nemico in comune l'alcool. Inoltre scopriamo che lui e Valene hanno dei problemi di coppia.
- Valene "Val" Clements Ewing Gibson Waleska Ewing (serie originale: stagioni 2/5, 14; sequel: stagione 2), interpretata da Joan Van Ark, doppiata da Alba Cardilli, Aurora Cancian.
Moglie di Gary e madre di Lucy. Si trasferisce a Knots Landing (in California) con il marito. Sarà protagonista dello spin-off California. La rivediamo nella seconda stagione del sequel qualche puntata dopo la morte di J.R. viene chiamata da Sue Ellen per riportare Gary a casa e fare la pace con lui visto che non stanno più insieme.
- Kristin Shepard (stagioni 2/4, 14), interpretata da Colleen Camp (stagione 2), Mary Crosby (stagioni 3, 4, 14), doppiata da Chiara Salerno, Aurora Cancian, Silvia Pepitoni.
Sorella senza scrupoli di Sue Ellen. Ha una relazione con J.R. Sarà lei a sparare all'uomo nel famoso "colpo di scena" alla fine della terza stagione.
- Alan Beam (stagioni 3-4), interpretato da Randolph Powell, doppiato da Silvio Anselmo.
Ambizioso avvocato di J.R. Ha una breve relazione con Lucy. Gli va tutto bene finche non si mette contro J.R.
- Steven "Dusty" Farlow (stagioni 3/6, 8-9, 14), interpretato da Jared Martin, doppiato da Giorgio Favreto.
Figlio di Jessica, ha sempre creduto che Clayton fosse suo padre, ma quest'ultimo gli ha rivelato che sua sorella Jessica è la sua madre naturale e quindi lui sarebbe suo zio. È stato l'amante di Sue Ellen.
- Vaughn Leland (stagioni 3, 5, 7-8), interpretato da Dennis Patrick.
Dirigente della Cattleman's Bank.
- Rebecca Blake Barnes Wentworth (stagioni 4/6), interpretata da Priscilla Pointer, doppiata da Cristina Grado (stagione 4), Claudia Ricatti (stagioni 5-6).
Madre di Pamela, Cliff e Katherine. Rimane uccisa in un incidente aereo.
- Afton Cooper (serie originale: stagioni 4/8, 12-13; sequel: stagioni 2-3), interpretata da Audrey Landers, doppiata da Valeria Perilli, Serena Spaziani.
Sorella di Mitch e aspirante cantante. Inizialmente amante e complice di J.R., intraprende poi una lunghissima relazione con Cliff che si interromperà a causa della continua ossessione di Cliff verso gli Ewing. Successivamente da Cliff avrà la figlia Pamela Rebecca Cooper, tenendolo segreto. Nel film Dallas - Il ritorno di J.R., (non canonico), viene richiusa in un centro di tossicodipendenti da J.R. per distrarre Cliff da un affare in corso. Uscita dal centro grazie alla figlia e Cliff, si riappacificherà con quest'ultimo. La rivediamo nella seconda stagione del sequel (canonico), nella puntata dopo l'esplosione sulla piattaforma, viene chiamata da John Ross e informata che Pamela è ricoverata in ospedale. Afton una volta lì si rivelerà una vera arpia.
- Mitch Cooper (stagioni 4-5, 8, 12), interpretato da Leigh McCloskey, doppiato da Vittorio Guerrieri.
Marito di Lucy e fratello di Afton.
- Leslie Stewart (stagione 4), interpretata da Susan Flannery.
Cura le pubbliche relazioni per la Ewing Oil. Registra segretamente le sue conversazioni con J.R.
- Katherine Wentworth (stagioni 5/8, 11), interpretata da Morgan Brittany, doppiata da Stefania Giacarelli.
Perfida sorellastra di Pamela e Cliff. S'innamora di Bobby. Uccide l'uomo alla fine dell'ottava stagione. Fortunatamente la morte di Bobby fa parte di un incubo di Pamela (durato una trentina di episodi).
- Mark Graison (stagioni 6-7, 9), interpretato da John Beck.
L'uomo che Pamela vuole sposare dopo il suo primo divorzio da Bobby. Rimarrà tragicamente ucciso in un incidente aereo. Ricomparirà nella stagione del "sogno di Pamela" in cui sposerà la donna.
- Holly Harwood (stagioni 6-7), interpretata da Lois Chiles, doppiata da Silvia Pepitoni.
Erede di una compagnia di petrolio coinvolta in un complesso affare con J.R. Spingerà involontariamente Sue Ellen di nuovo all'alcolismo.
- Mickey Trotter (stagioni 6-7), interpretato da Timothy Patrick Murphy, doppiato da Vittorio Guerrieri.
Ribelle cugino di Ray. Avrà un flirt con Lucy.
- Lady Jessica Farlow Montford (stagioni 7, 13), interpretata da Alexis Smith, doppiata da Mirella Pace.
Sorella di Clayton e madre di Dusty Farlow, è mentalmente instabile.
- Peter Richards (stagione 7), interpretato da Christopher Atkins.
Giovane amante di Sue Ellen e mentore del piccolo John-Ross.
- Jamie Ewing Barnes (stagioni 8/10), interpretata da Jenilee Harrison, doppiata da Cinzia De Carolis.
Figlia di Jason, fratello di Jock. Cliff la sposerà per prendere il controllo della sua parte della Ewing Oil.
- Mandy Winger (stagioni 8/10), interpretata da Deborah Shelton, doppiata da Silvia Pepitoni.
Modella; Fidanzata di Cliff (quando viene lasciato da Afton), poi amante di J.R.
- Angelica Nero (stagione 9), interpretata da Barbara Carrera, doppiata da Stefania Giacarelli.
Donna d'affari molto pericolosa. Attenterà alla vita di J.R. con un pacco-bomba.
- Casey Denault (stagioni 11-12), interpretato da Andrew Stevens.
Giovane uomo che lavora con J.R. Allacerà una relazione con Lucy per approfittarsi del suo denaro.
- Nicholas Pearce (stagioni 11, 14), interpretato da Jack Scalia, doppiato da Rodolfo Bianchi.
Agente di cambio con un'infatuazione per Sue Ellen; il suo nome è però una copertura, essendo egli figlio di un vecchio boss mafioso, ed il suo vero nome è Joe Lombardi. Morirà accidentalmente, precipitando da un balcone, nel corso di un litigio con J.R.

### Personaggi secondari
(I personaggi sono elencati in ordine di apparizione nella serie.)
- Connie Brasher (stagioni 1/4), interpretata da Donna Bullock (stagione 1), Jeanna Michaels (stagioni 2/4).
Segretaria di Bobby, forse platonicamente innamorata di lui.
- Julie Grey (stagioni 1-2), interpretata da Tina Louise, doppiata da Aurora Cancian.
Segretaria e amante di J.R. Muore accidentalmente nel 1979.
- Susan (stagioni 1-2, 7), interpretata da Lisa LeMole.
Segretaria di J.R.
- Jeb Ames (stagioni 2-3), interpretato da Sandy Ward.
Socio in affari di J.R. implicato nel caso del "Fascicolo Rosso".
- Louella Caraway Lee (stagioni 2/4), interpretata da Meg Gallagher.
Segretaria poi anche amante di J.R., licenziata in tronco per una pericolosa leggerezza.
- Liz Craig (stagioni 2/5), interpretata da Barbara Babcock, doppiata da Liliana Jovino.
Datrice di lavoro di Pamela al The Store.
- Dott. Harlen Danvers (stagioni 2-3, 5/10), interpretato da Dan Ammerman (stagione 2), John Zaremba (stagioni 2-3, 5/10).
Medico curante della famiglia Ewing.
- Willie Joe Garr (stagioni 2-3), interpretato da John Ashton.
Socio in affari di J.R. implicato nel caso del "Fascicolo Rosso".
- Jordan Lee (stagioni 2/14), interpretato da Don Starr.
Membro del Cartello petrolifero.
- Harry McSween (stagioni 2/12), interpretato da James Brown.
Poliziotto corrotto sempre a disposizione di J.R.
- Patricia Shepard (stagioni 2-3, 9), interpretata da Martha Scott.
Madre di Sue Ellen e Kristin.
- Garrison Southworth (stagione 2), interpretato da Gene Evans.
Fratello di Miss Ellie. Malato terminale, torna a Southfork Ranch per vivere gli ultimi giorni con sua sorella. Gary viene chiamato così in sua memoria.
- Marilee Stone (stagioni 2/13), interpretata da Fern Fitzgerald.
Donna promiscua e membro del Cartello petrolifero. Suo marito muore suicida a causa di J.R.
- Charlie Wade (stagioni 2, 7/11), interpretata da Shalane McCall (stagioni 7/11) e Laura Lynn Myers (stagione 2).
Figlia di Jenna e Renaldo. Inizialmente si pensava che il padre fosse Bobby.
- Senatore Dave Culver (stagioni 3/7, 10-11, 13-14), interpretato da Tom Fuccello.
Figlio di Sam Culver e figliastro di Donna Culver Krebbs.
- Jackie Dugan (stagioni 3/5, 7/14), interpretata da Sherill Lynn Rettino.
Collega di Pamela al The Store, poi segretaria di Cliff alla Barnes-Wentworth Oil e infine segretaria di James alla Ewing Oil.
- Dott. Simon Ellby (stagioni 3-4), interpretato da Jeff Cooper.
Psichiatra di Sue Ellen.
- Harv Smithfield (stagioni 3, 5/14), interpretato da George O. Petrie.
Avvocato della famiglia Ewing. Amico leale di Jock.
- Punk Anderson (stagioni 4/11), interpretato da Morgan Woodward.
Dirigente petrolifero e amico di Jock e Miss Ellie.
- Sally Bullock (stagione 4), interpretata da Joanna Cassidy.
Magnate dei trasporti. Avrà un breve "affaire" con J.R.
- Arliss Cooper (stagione 4), interpretata da Anne Francis.
Madre di Mitch e Afton, nonché suocera di Lucy.
- Phyllis Wapner (stagioni 4/14), interpretata da Deborah Tranelli.
Fidata segretaria di Bobby.
- Jeremy Wendell (stagioni 4-5, 8/12), interpretato da William Smithers.
Capo della WestStar Oil e grande rivale in affari di J.R.
- Sylvia "Sly" Lovegren (stagioni 5/14), interpretata da Deborah Rennard, doppiata da Carla Comaschi.
Segretaria fidata di J.R.
- Mavis Anderson (stagioni 6-7, 10-11), interpretata da Alice Hirson.
Moglie di Punk e grande amica di Miss Ellie.
- Kendall Chapman (stagioni 6/14), interpretato da Danone Simpson.
Impiegata della Ewing Oil.
- Renaldo Marchetta (stagione 7), interpretato da Daniel Pilon, doppiato da Gabriele Carrara.
Ex marito italiano di Jenna e padre di Charlie, individuo losco, amante della bella vita.
- Wes Parmalee/Ben Stivers (stagione 10), interpretato da Steve Forrest.
Ranchero che afferma di essere Jock.
- Kimberly Cryder (stagioni 11-12), interpretata da Leigh Taylor-Young.
Figlia del maggiore azionario della WestStar Stock che J.R. cerca di sposare per prendere il controllo della compagnia.
- Vanessa Beaumont (stagioni 12/14), interpretata da Gayle Hunnicutt, doppiata da Aurora Cancian.
Madre di James e vecchia fiamma di J.R. Cerca di riprendere il suo rapporto con l'uomo dopo che questi ha sposato Cally.
- Rose Daniels McKay (stagioni 12/14), interpretata da Jeri Gaile.
Giovane moglie di Carter Mckay.
- Tracey Lawton McKay (serie originale: stagioni 12-13; sequel: stagione 3), interpretata da Beth Toussaint (serie originale), Melinda Clarke (sequel).
Figlia del maggiore azionario della WestStar Stock che J.R. cerca di sposare per prendere il controllo della compagnia.
- Don Lockwood (stagione 12), interpretato da Ian McShane.
Regista inglese. Aiuterà Sue Ellen a produrre un film su J.R. Sposerà la donna e si trasferiranno a Londra.
- Tommy McKay (stagioni 12-13), interpretato da J. Eddie Peck.
Spacciatore e figlio di Carter McKay.
- Lee Ann De La Vega (stagione 14), interpretata da Barbara Eden.
Ex fidanzata di J.R. che trama per vendicarsi dell'uomo.
- Hilary Taylor Foley (stagione 14), interpretata da Susan Lucci.
Donna mentalmente instabile che fa rapire April, causandone poi la morte, durante la luna di miele di quest'ultima e di Bobby in Europa.

## Sequel
- Ann Ewing (stagioni 1/3), interpretata da Brenda Strong, doppiata da Emanuela Rossi.
È la nuova moglie di Bobby. Adora i cavalli ed è molto brava con le armi. È stata sposata con Harris Ryland dal quale ha avuto una figlia, Emma.
- John Ross Ewing III (stagioni 1/3), interpretato da Josh Henderson[3], doppiato da Francesco Pezzulli.
Figlio di J.R. e Sue Ellen. Il suo personaggio è approfondito meglio nel sequel, ha lo stesso modo di fare di suo padre, sia negli affari che nella vita privata. Nella prima stagione del sequel è fidanzato con la figlia della cuoca ed ex di suo cugino, Elena Ramos. Nella seconda stagione invece non sta più con Elena ma sposa l'ex moglie di Chistopher, Rebecca e ha una storia con la figlia di Ann, Emma.
- Christopher Ewing (stagioni 1/3), interpretato da Jesse Metcalfe[4], doppiato da Stefano Crescentini.
Figlio biologico di Kristin Shephard, figlio adottivo di Bobby e Pamela, come il personaggio di John Ross quello di Christopher viene approfondito nel sequel della serie specialmente per via del suo brevetto a metano. Nella prima stagione dopo che la storia con Elena è giunta al termine sposerà Rebecca che però lo sta truffando anche se poi si rivelerà davvero innamorata tant'è che rimarrà incinta di due gemelli. Nella seconda stagione Christopher ha lasciato sua moglie per Elena, perderà i suoi bambini ancora nel grembo della madre per via di un'esplosione, inoltre scoprirà che suo zio Cliff gli ha tenuto nascosto che sua madre Pam è morta da ben 24 anni e che lui possiede 1/3 della Barnes Global che da oggi in poi gestirà.
- Pamela Rebecca Barnes (stagioni 1/3), interpretata da Julie Gonzalo, doppiata da Domitilla D'Amico.
Figlia di Cliff e Afton, anche il suo personaggio come John Ross e Christopher viene trattato maggiormente nel sequel della serie. Vediamo nella nuova serie Pamela con il nome di Rebecca Sutter, e futura moglie di Christopher. La ragazza sposa il giovane, il quale scopre che insieme a un certo Tommy volevano truffarlo, la storia viene "manovrata" anche dal padre. Nel corso della prima stagione dopo aver sposato il giovane Ewing e una volta in crisi matrimoniale annuncia al marito di essere incinta, aspetta due gemelli ma, i due non torneranno insieme. Nella seconda stagione inizia un'alleanza e una storia con John Ross che sposa alla fine della stagione, perderà i suoi bambini ancora in grembo a causa di un'esplosione di cui suo padre e Ryland erano i committenti infine aiuterà gli Ewing a far incarcerare suo padre.
- Elena Ramos (stagioni 1/3), interpretata da Jordana Brewster, doppiata da Alessia Amendola.
È l'ex fidanzata di Christopher, è una ragazza con sani principi, che cerca sempre di scegliere la cosa giusta. Nella prima stagione del sequel abbandonata per colpa dell'inganno di Tommy da Christopher, inizierà una storia con John Ross, poi alla fine della stagione tornerà con il suo primo amore, la storia durerà fino alla fine della stagione. Nel finale è in crisi con Christopher.
- Drew Ramos (stagioni 2-3), interpretato da Kuno Becker, doppiato da Andrea Mete.
È il fratello di Elena. Si caccia sempre nei guai e infatti è lui a creare la bomba per Ryland e Cliff che causerà l'esplosione sulla piattaforma Ewing. Avrà una storia con Emma, la figlia di Ann.